# Khosro Harandi
Khosro Sheikh Harandi (* 11. September 1950; † 8. Januar 2019) war ein iranischer Schachspieler. Seit 1975 trug er den Titel Internationaler Meister und seit 2009 war er FIDE Senior Trainer.
Er ist mehrfacher iranischer Meister und war Mitglied der Nationalmannschaft bei fünf Schacholympiaden:
- Bei der Schacholympiade 1970 in Siegen am vierten Brett (+6 =10 −3);
- Bei der Schacholympiade 1972 in Skopje am ersten Brett (+8 =11 −3);
- Bei der Schacholympiade 1974 in Nizza am ersten Brett (+10 =4 −6);
- Bei der Schacholympiade 1976 in Haifa am zweiten Brett (+5 =5 −3);
- Bei der Schacholympiade 1990 in Novi Sad am ersten Brett (+4 =6 −3).[1]

Außerdem repräsentierte er den Iran bei der 19. Studenten-Mannschaftsweltmeisterschaft in Graz 1972 (+6 =3 −3) und der asiatischen Mannschaftsmeisterschaft 1991 in Penang (+5 =1 −3).
Harandi gewann zwei Zonenturniere in Teheran (1975 und 1978) und qualifizierte sich damit für die anschließenden Interzonenturniere. Beim Interzonenturnier Manila 1976 belegte er den geteilten 18.–20. Platz; Henrique da Costa Mecking gewann. 1977 belegte er den geteilten 1.–3. Platz in Netanja. 1978 belegte er den geteilten 4.–5. Platz in Baguio City. Beim Interzonenturnier Rio de Janeiro 1979 wurde er 15.; Lajos Portisch, Tigran Petrosjan und Robert Hübner siegten. Harandi gewann 2010 in Beirut die asiatische Seniorenmeisterschaft.
Ende der 1980er-Jahre spielte er kurzzeitig für den englischen Schachverband.
| Hier fehlt eine Grafik, die leider im Moment aus technischen Gründen nicht angezeigt werden kann. Wir arbeiten daran! |